# Centrum softwaru pro Ubuntu
Centrum softwaru pro Ubuntu (v originále Ubuntu Software Center, původně AppCenter) je počítačový program, který umožňuje procházení, vyhledávání, instalaci a odstraňování softwaru. Jde o základní program operačního systému Ubuntu a nahrazuje tak, od verze Ubuntu 9.10 Karmic Koala, původní aplikaci Přidat/Odstranit software, z projektu GNOME.
Centrum softwaru pro Ubuntu je napsáno v jazyce Python a využívá knihovnu GTK3.
Vývoj programu byl ukončen v roce 2015 a v Ubuntu 16.04 LTS došlo k jeho nahrazení programem GNOME Software.

## Vývoj
Již na počátku roku 2009 vývojáři Ubuntu poznamenali, že existující aplikace na správu softwaru může být přepracována, vylepšena a zjednodušena. Ubuntu 9.04 Jaunty Jackalope obsahovalo již 5 separátních aplikací pro správu softwaru, které vytvářeli inkonzistenci v systému a kromě toho byly náročné na kapacitu instalačního CD. V Ubuntu 9.10 Karmic Koala se tak uživatelé mohli setkat s první verzí aplikace Centrum softwaru pro Ubuntu, která však byla ještě velmi neohrabaným konkurentem původní aplikace a v celkovém důsledku neuhladila diverzitu. Prvních větších změn se uživatelé dočkali až s vývojem dalších verzí, kdy během roku předběhlo Centrum softwaru pro Ubuntu původní aplikace v možnosti instalaci placených aplikací i obsluhy dalších aspektů, díky čemuž nahradilo také aplikace Gdebi a Synaptic.
Vývojáři Ubuntu si vzali za cíl:
"...měl by existovat jeden zřejmý mechanismus na instalaci, odstraňování a aktualizaci softwaru v Ubuntu, s typickým názvem a rozvržením, které může kdokoliv používat. Měl by existovat řízený systém pro vývojáře a obdivovatele, aby mohli vylepšit použitelnost popisů a dalších metadat pro balíky softwaru. Interface pro správu aktualizací by měl být vylepšen tak, aby co nejvíce rozšířil dobrovolnou instalaci aktualizací mezi miliony počítačů s Ubuntu. Projekty a prodejci, jejichž software je pro Ubuntu vytvářen, by měli být povzbuzováni tak, aby poskytovali odkazy a notifikovali uživatele na jejich přítomnost v Centru softwaru pro Ubuntu, na místo propagování instrukcí na instalaci s užitím příkazové řádky."

Říjen 2009 – verze 1.0.2 vypuštěná současně s Ubuntu 9.10 Karmic Koala.

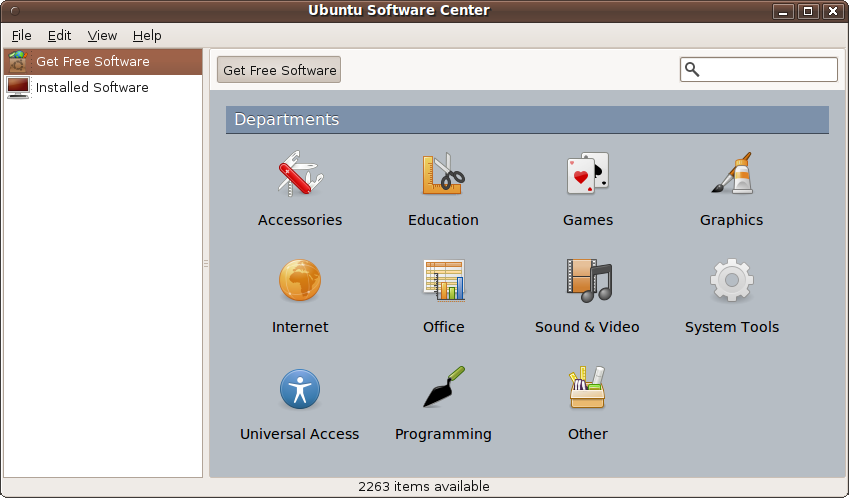
Centrum Softwaru pro Ubuntu ve své první verzi

Představen nový, jednoduchý interface, pro hledání, instalaci a odstraňování softwaru, s lepší bezpečností oproti původní aplikaci.
Duben 2010 – verze 2.0.2 vypuštěná současně s Ubuntu 10.04 Lucid Lynx LTS.
První LTS verze, která obsahovala aplikaci Centrum softwaru pro Ubuntu. Přinesla snadnější instalaci balíků, které neobsahují software, také se zde poprvé objevují podkategorie a Osobní archivy s balíky.
Říjen 2010 – verze 3.0.4 dodaná s Ubuntu 10.10 Maverick Meerkat.
Zásadní změnou bylo umožnění instalace placeného softwaru, včetně podpory pro jeho nákup, zobrazení historie změn s možností vrácení do původního stavu.
Duben 2011 – verze 4.0 vypuštěná současně s Ubuntu 11.04 Natty Narwhal.
Přinesla možnost hodnotit aplikace a psát recenze, včetně možnosti sledovat hodnocení ostatních uživatelů a hodnotit jejich recenze.
Říjen 2011 – verze 5.0, součást Ubuntu 11.10 Oneiric Ocelot.
Aplikace Centrum softwaru pro Ubuntu byla přepsána do GTK3, vylepšen byl design (lepší integrace se zvoleným tématem v systému, přidána podpora pro propagaci vybraných aplikací, v lepší bylo změněno i procházení softwaru). Nepatrně byla vylepšena také doba startu aplikace a tlačítka byla přepracována na větší, což byl první krok k podpoře dotykových obrazovek. Centrum softwaru pro Ubuntu přineslo také integraci s prostředím Unity, možnost seřadit aplikace podle hodnocení a umožnilo vývojářům uživatele lépe informovat o minimálních požadavcích na hardware.
Duben 2012 – verze 5.2 vydaná současně s Ubuntu 12.04 Precise Pangolin LTS.

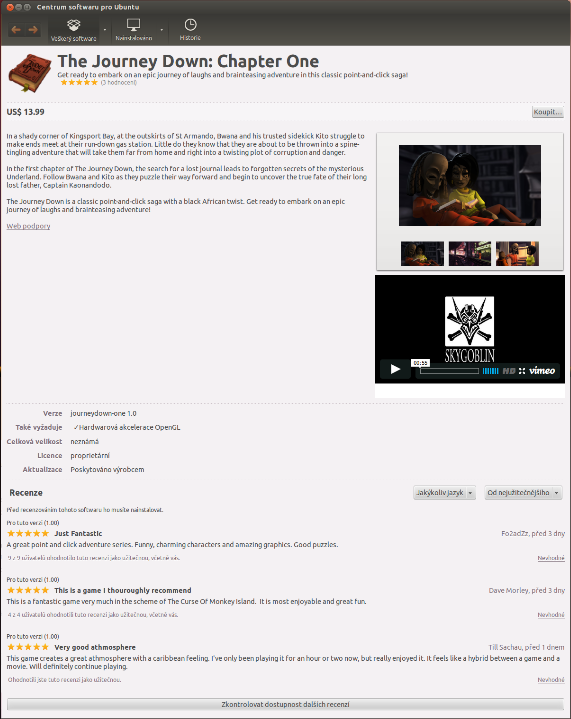
Náhled aplikace v Ubuntu 12.04 LTS

Tato verze přinesla vylepšení vzhledu, novou kategorii pro knihy a časopisy a výrazně zrychlený čas doby startu. Zároveň se v této verzi objevila základní podpora pro integraci videa v popiscích aplikace a též možnost zobrazení více než jednoho obrázkového náhledu. Na internetu pak byl vylepšen přístup do katalogu aplikací, který nyní obsahuje také oblíbené aplikace a banner doporučených aplikací.
Říjen 2012 – Ubuntu 12.10 Quantal Quetzal.
Žádné zásadní změny vzhledu ani chování nebyly představeny.
Duben 2013 – Ubuntu 13.04 Raring Ringtail.
Zatím není známo jaké nové funkce budou v tomto vydání zařazeny, ovšem lze předpokládat upravený vzhled. Zároveň je naplánováno představení nové ikony spouštěče, jakou součást větších vzhledových změn.